# Borówka brusznica

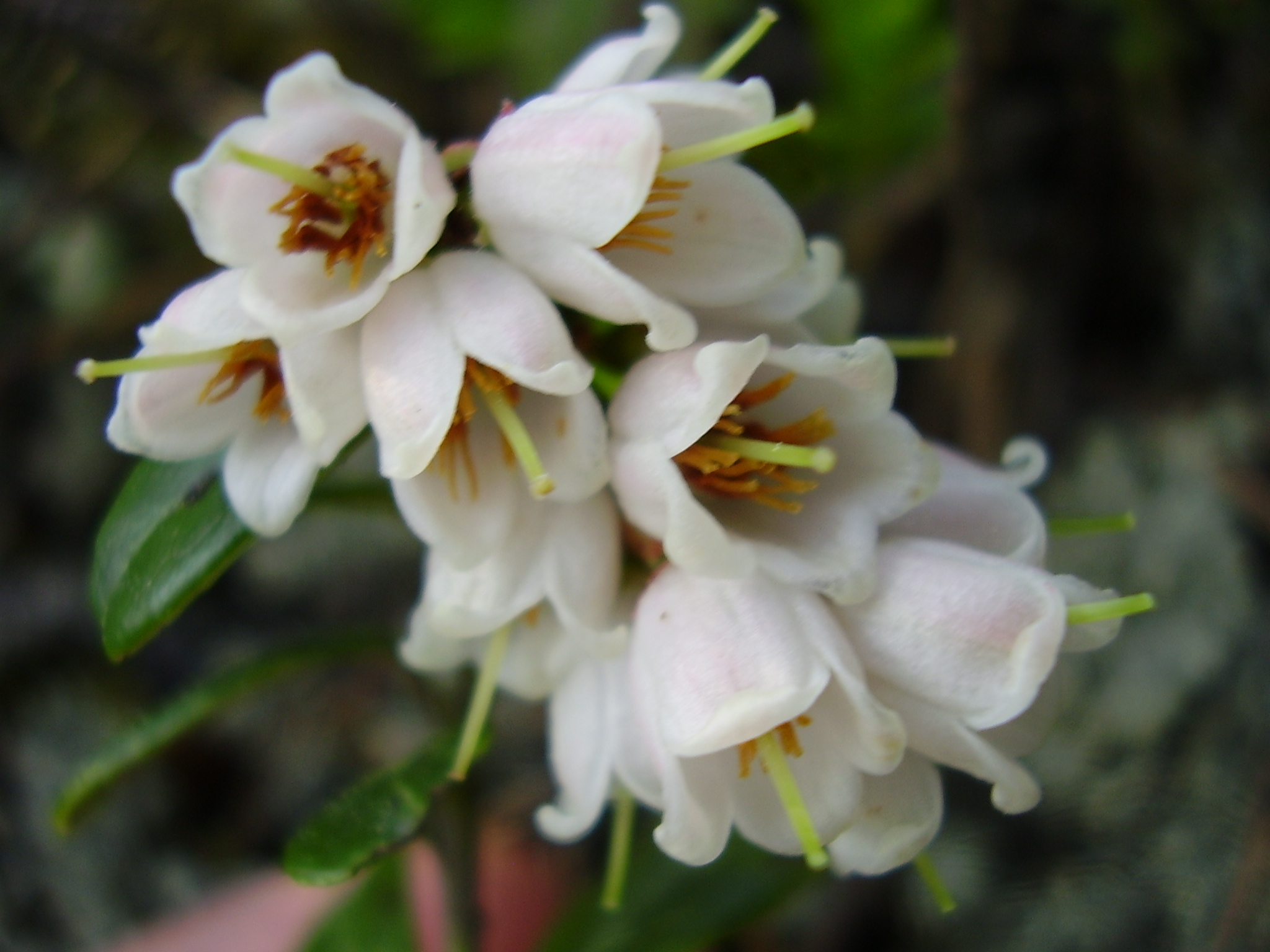
Kwiaty

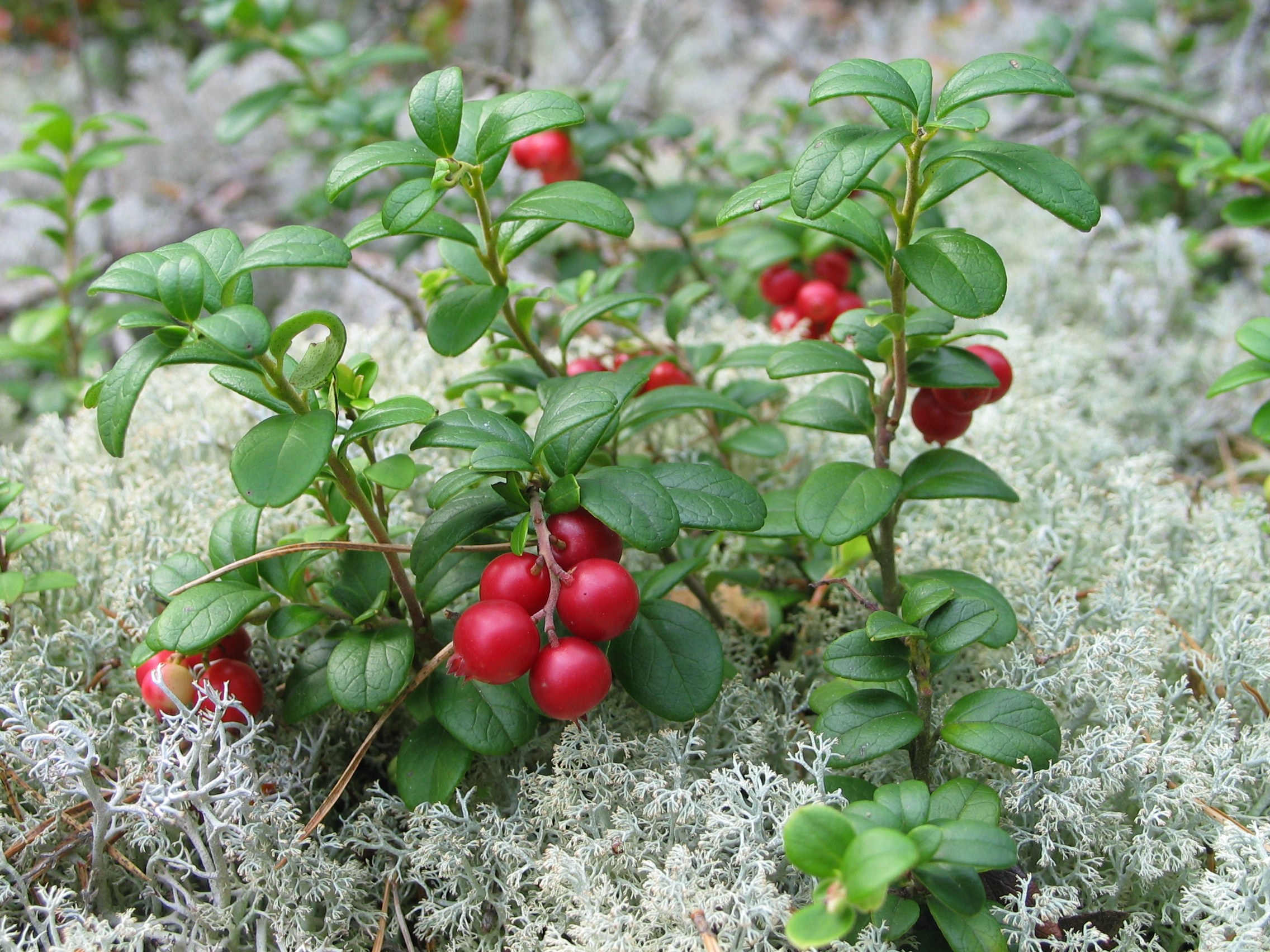
Borówka brusznica – jagody

Borówka brusznica (Vaccinium vitis-idaea L.), nazywana także borówką czerwoną – gatunek rośliny wieloletniej z rodziny wrzosowatych (Ericaceae). Występuje w umiarkowanej i chłodnej strefie całej półkuli północnej. W Polsce jest pospolita zarówno na niżu, jak i w górach. W większości kraju znana potocznie jako borówka, w niektórych rejonach Polski – jako gogodze.

## Morfologia
PokrójLekko pokładająca się krzewinka, dorastająca do 15–25 cm wysokości, o obłych, delikatnie omszonych gałązkach wyrastających gęstymi kępkami. Posiada zdrewniałe, silnie rozgałęzione podziemne rozłogi.
LiścieZimotrwałe, skórzaste, eliptyczne do odwrotnie jajowatych, o lekko podwiniętych brzegach, długości 10–25 mm. Strona wierzchnia ciemnozielona, błyszcząca, spodnia sinawozielonkawa, lekko matowa, o licznych ciemnych gruczołkach. Mają krótkie ogonki.
KwiatyZebrane w kwiatostan, tworzący grono, osadzone na krótkich szypułkach. Kolor biały z różowawym odcieniem do jasnoróżowych. Korona dzwonkowata, 4–płatkowa, kielich błoniasty z 5 ząbkami, działki trójkątne, 8–10 pręcików. Znamię wystaje z kwiatu.
OwoceBłyszcząca jagoda, początkowo białokremowa, w czasie dojrzewania czerwieniejąca.

## Biologia i ekologia
Krzewinka, chamefit. Kwitnie od maja do lipca. Owoce bardzo trwałe dzięki zawartości kwasu benzoesowego. Mają smak gorzko-kwaskowaty. Gatunek subkontynentalny o zasięgu okołobiegunowym. Występuje w strefie klimatu umiarkowanego półkuli północnej od niżu, przez wyżyny, do wyższych położeń górskich. Rośnie zarówno na podmokłych torfowiskach, wrzosowiskach jak i w borach świerkowych i suchych borach sosnowych. Roślina kwasolubna. W klasyfikacji zbiorowisk roślinnych gatunek charakterystyczny dla klasy (Cl.) Vaccinio-Piceetea.  

## Zastosowanie
- Roślina lecznicza
  - Surowiec zielarski: liście borówki – Folium Vitis idaeae, owoce – Fructus Vitis idaeae. Zawierają glikozydy: arbutynę, metyloarbutynę, erykolinę; kwasy organiczne, garbniki katechinowe, antocyjany, witaminy: B1, B2, PP, C.
  - Działanie: moczopędne, przeciwbiegunkowe, antyseptyczne i ściągające. Owoce działają regulująco na czynności trawienne, stosowane raczej jako środek dietetyczny.
  - Wskazania: liście stosuje się jako środek bakteriobójczy w nieżytach i stanach zapalnych dróg moczowych, a także pomocniczo w kamicy moczowej z towarzyszącym zakażeniem. W połączeniu z innymi ziołami podaje się w nieżytach przewodu pokarmowego, wzdęciach, i w mało nasilonej biegunce[8].
  - Działania niepożądane: duże dawki wyciągów z liści brusznicy stosowane przez dłuższy czas mogą powodować objawy przewlekłego zatrucia hydrochinonem, jak wymioty, stany pobudzenia, kurcze i niedokrwistość hemolityczną. Jednocześnie zawarte w odwarach garbniki mogą drażnić żołądek i powodować zaparcia. Liście brusznicy w mieszankach ziołowych są całkowicie bezpieczne[9].
- Sztuka kulinarna: w Polsce, z owoców z dodatkiem gruszek robi się galaretki, zwykle używane do ciemnych mięs i dziczyzny.
  - Galaretka borówkowa jest podstawą prawdziwego sosu Cumberland. Zmieszana z chrzanem, skórką pomarańczową i gruszkami z odmian o dużej liczbie komórek kamiennych (dających chropowaty posmak) jest podstawowym angielskim dodatkiem do dziczyzny. Dostępne w handlu sosy na ogół zawierają jako podstawę galaretkę porzeczkową, będąca namiastką borówkowej.
- Tradycje: gałązki borówki brusznicy są używane do ozdabiania koszyczków wielkanocnych oraz zawartego w nich pożywienia.